# Пітер Маховлич
Пітер Маховлич (англ. Peter Mahovlich, нар. 10 жовтня 1946, Тіммінс) — канадський хокеїст, що грав на позиції центрального нападника. Грав за збірну команду Канади. Молодший брат Френка Маховлича.
Володар Кубка Стенлі. Провів понад 900 матчів у Національній хокейній лізі.

## Ігрова кар'єра
Хокейну кар'єру розпочав 1963 року.
1963 року був обраний на драфті НХЛ під 2-м загальним номером командою «Детройт Ред-Вінгс».
Протягом професійної клубної ігрової кар'єри, що тривала 18 років, захищав кольори команд «Детройт Ред-Вінгс», «Монреаль Канадієнс», «Піттсбург Пінгвінс», «Піттсбург Горнетс», «Монреаль Вояжерс», «Адірондак Ред-Вінгс», «Форт-Ворт Вінгс» та «Толедо Гоалдіггерс».
Загалом провів 972 матчі в НХЛ, включаючи 88 ігор плей-оф Кубка Стенлі.
Виступав за збірну Канади.

## Інше
Працював тренером в клубах північноамериканських ліг ІХЛ, ЦПХЛ та АХЛ. У 90-х роках був скаутом клубів НХЛ «Едмонтон Ойлерс», «Тампа-Бей Лайтнінг», «Атланта Трешерс» та «Флорида Пантерс».

## Нагороди та досягнення
- Володар Кубка Стенлі в складі «Монреаль Канадієнс» — 1971, 1973, 1976, 1977.
- Учасник матчу усіх зірок НХЛ — 1971, 1976.

## Статистика

### Клубні виступи
| Сезон        | Клуб                  | Ліга         | Регулярний сезон | Регулярний сезон | Регулярний сезон | Регулярний сезон | Регулярний сезон | Плей-оф | Плей-оф | Плей-оф | Плей-оф | Плей-оф |
| Сезон        | Клуб                  | Ліга         | І                | Г                | П                | О                | ШХ               | І       | Г       | П       | О       | ШХ      |
| ------------ | --------------------- | ------------ | ---------------- | ---------------- | ---------------- | ---------------- | ---------------- | ------- | ------- | ------- | ------- | ------- |
| 1963–64      | «Гамільтон Ред-Вінгс» | ОХЛ          | 54               | 20               | 27               | 47               | 67               | —       | —       | —       | —       | —       |
| 1964–65      | «Гамільтон Ред-Вінгс» | ОХЛ          | 55               | 20               | 35               | 55               | 88               | —       | —       | —       | —       | —       |
| 1965–66      | «Гамільтон Ред-Вінгс» | ОХЛ          | 46               | 14               | 22               | 36               | 121              | 4       | 0       | 0       | 0       | 2       |
| 1965–66      | «Детройт Ред-Вінгс»   | НХЛ          | 3                | 0                | 1                | 1                | 0                | —       | —       | —       | —       | —       |
| 1966–67      | «Детройт Ред-Вінгс»   | НХЛ          | 34               | 1                | 3                | 4                | 16               | —       | —       | —       | —       | —       |
| 1966–67      | «Піттсбург Горнетс»   | АХЛ          | 18               | 4                | 7                | 11               | 37               | 9       | 0       | 0       | 0       | 2       |
| 1967–68      | «Детройт Ред-Вінгс»   | НХЛ          | 15               | 6                | 4                | 10               | 13               | —       | —       | —       | —       | —       |
| 1967–68      | «Форт-Ворт Вінгс»     | ЦПХЛ         | 42               | 20               | 14               | 34               | 103              | —       | —       | —       | —       | —       |
| 1968–69      | «Детройт Ред-Вінгс»   | НХЛ          | 30               | 2                | 2                | 4                | 21               | —       | —       | —       | —       | —       |
| 1968–69      | «Форт-Ворт Вінгс»     | ЦПХЛ         | 34               | 19               | 17               | 36               | 54               | —       | —       | —       | —       | —       |
| 1969–70      | «Монреаль Канадієнс»  | НХЛ          | 36               | 9                | 8                | 17               | 51               | —       | —       | —       | —       | —       |
| 1969–70      | «Монреаль Вояжерс»    | АХЛ          | 31               | 21               | 19               | 40               | 77               | —       | —       | —       | —       | —       |
| 1970–71      | «Монреаль Канадієнс»  | НХЛ          | 78               | 35               | 26               | 61               | 181              | 20      | 10      | 6       | 16      | 43      |
| 1971–72      | «Монреаль Канадієнс»  | НХЛ          | 75               | 35               | 32               | 67               | 103              | 6       | 0       | 2       | 2       | 12      |
| 1972–73      | «Монреаль Канадієнс»  | НХЛ          | 61               | 21               | 38               | 59               | 49               | 17      | 4       | 9       | 13      | 22      |
| 1973–74      | «Монреаль Канадієнс»  | НХЛ          | 78               | 36               | 37               | 73               | 122              | 6       | 2       | 1       | 3       | 4       |
| 1974–75      | «Монреаль Канадієнс»  | НХЛ          | 80               | 35               | 82               | 117              | 64               | 11      | 6       | 10      | 16      | 10      |
| 1975–76      | «Монреаль Канадієнс»  | НХЛ          | 80               | 34               | 71               | 105              | 76               | 13      | 4       | 8       | 12      | 24      |
| 1976–77      | «Монреаль Канадієнс»  | НХЛ          | 76               | 15               | 47               | 62               | 45               | 13      | 4       | 5       | 9       | 19      |
| 1977–78      | «Монреаль Канадієнс»  | НХЛ          | 17               | 3                | 5                | 8                | 6                | —       | —       | —       | —       | —       |
| 1977–78      | «Піттсбург Пінгвінс»  | НХЛ          | 57               | 25               | 36               | 61               | 37               | —       | —       | —       | —       | —       |
| 1978–79      | «Піттсбург Пінгвінс»  | НХЛ          | 60               | 14               | 39               | 53               | 39               | 2       | 0       | 1       | 1       | 0       |
| 1979–80      | «Детройт Ред-Вінгс»   | НХЛ          | 80               | 16               | 50               | 66               | 69               | —       | —       | —       | —       | —       |
| 1980–81      | «Піттсбург Пінгвінс»  | НХЛ          | 24               | 1                | 4                | 5                | 26               | —       | —       | —       | —       | —       |
| 1980–81      | «Адірондак Ред-Вінгс» | АХЛ          | 37               | 18               | 18               | 36               | 49               | 18      | 1       | 18      | 19      | 23      |
| 1981–82      | «Адірондак Ред-Вінгс» | АХЛ          | 80               | 22               | 45               | 67               | 71               | 4       | 2       | 1       | 3       | 2       |
| 1985–86      | «Толедо Гоалдіггерс»  | ІХЛ          | 23               | 4                | 10               | 14               | 50               | —       | —       | —       | —       | —       |
| Усього в НХЛ | Усього в НХЛ          | Усього в НХЛ | 884              | 288              | 485              | 773              | 916              | 88      | 30      | 42      | 72      | 134     |

### Збірна
| Рік  | Команда | Турнір     | І | Г | П | О | ШХ |
| ---- | ------- | ---------- | - | - | - | - | -- |
| 1972 | Канада  | Суперсерія | 7 | 1 | 1 | 2 | 4  |